# Ali Atmane
Pour les articles homonymes, voir Atmane.
 (juin 2012).
Si vous disposez d'ouvrages ou d'articles de référence ou si vous connaissez des sites web de qualité traitant du thème abordé ici, merci de compléter l'article en donnant les références utiles à sa vérifiabilité et en les liant à la section « Notes et références ».
Ali Atmane, né en 1947 près de Midelt, est un militaire marocain, capitaine et pilote de chasse des Forces aériennes royales marocaines et ancien prisonnier de guerre du Front Polisario durant 26 ans, du 24 août 1977 au 1er septembre 2003 sur le territoire algérien, en grande partie à Tindouf.
Retraité depuis sa libération, il a publié à compte d'auteur notamment deux ouvrages : le premier sur la grammaire berbère, fruit d'un travail mené pendant ses années d'emprisonnement, et l’autre autobiographique, où il témoigne de sa période d'emprisonnement.

## Biographie
Originaire de la tribu des Aït Hdiddou, Ali Atmane naît le 1er janvier 1947 dans le Moyen Atlas, à Berrem,, près de Midelt, au sein d'une famille modeste : son père est un paysan berbère et sa mère une femme au foyer, qui décède quand il a deux ans. 
Il poursuit des études supérieures en classes préparatoires à Dijon, à l'Académie royale militaire de Meknès, à l'École royale de l'air de Marrakech, où il appartient à la première promotion d'officiers pilotes de chasse, et enfin à la base aérienne 705 Tours. 
Dans le cadre de la guerre du Sahara occidental démarrée en 1975, les hostilités s'intensifient durant l'année 1976 entre le Maroc et le Front Polisario, notamment lors des batailles d'Amgala. En mai 1977, Ali Atmane est nommé chef de détachement F5 en zone sud aux commandes d'une patrouille de pilotes de chasse. Le 24 août 1977, alors qu'il effectue un vol en remplacement d'un pilote indisponible, son avion est touché par un missile SAM 7. Il quitte en parachute son avion en feu et tombe entre les mains du Polisario.
Il restera 26 années en captivité dans des prisons algériennes, telle que celle de Blida et dans les camps de détention du Polisario à Tindouf, subissant tortures et brimades et assistant aux exécutions sommaires de ses camarades marocains par les militaires algériens et le Polisario comme il en témoignera dans son autobiographie Prisonniers de guerre dans les bagnes de l'Algérie et du Polsario.[réf. nécessaire]
Sa libération en 2003 ainsi que celle de ses camarades de détention surviendra avec la contribution notamment de l'Association des Fils des Martyrs et des Disparus du Sahara Marocain (AFMDSM) qui a sollicité l'attention de Danielle Mitterrand sur les conditions de détention des prisonniers de guerre marocains à Tindouf. La Fondation France Libertés diligente en avril 2003 une mission d'enquête sur les conditions de vie des prisonniers de guerre marocains en terre algérienne. Le résultat et les conclusions de cette mission sont consignés dans un rapport.
Le 1er septembre 2003 Ali Atmane fait partie d'un groupe de 243 prisonniers de guerre marocains rapatriés vers Agadir. « Les malades, dont je faisais partie ont été embarqués prioritairement le matin et nous avons atterri à Agadir vers midi... En notre qualité d'officiers, nous avons été logés au mess-hôtel. C'était la première fois depuis plus d'un quart de siècle que nous avions de vraies chambres avec de vrais lits ».[réf. nécessaire] En 2009, il publie son autobiographie en langue française, puis en espagnol et en anglais.

## Ouvrages
- Grammaire de la langue berbère, 2006, 85 p.[6],[1],[7]
- Les Villes berbères : Tamazight : langue et culture, 2008, 109 p.[8]
- (préf. Abdellatif Mansour) Prisonnier de guerre dans les bagnes de l'Algérie et du Polisario, 2009, 345 p.[9]  (ISBN 978-9954-1-9912-1)
- Traductions de Prisonnier de guerre dans les bagnes de l'Algérie et du Polisario :
  - (es) Prisionero de guerra en los presidios de Argelia y el Polisario, 2011
  - (en) War prisoner in the jails of Algeria and Polisario, 2012